# Stieg Larsson
Stieg Larsson, plným jménem Karl Stig-Erland Larsson (15. srpna 1954, Skellefteå – 9. listopadu 2004, Stockholm), byl švédský novinář, spisovatel, komunista a odpůrce pravicového extremismu, který se stal známý knižní trilogií Milénium. V roce 2008 byl druhým nejprodávanějším autorem beletrie na světě.

## Život a dílo
Narodil se 15. srpna 1954 nedaleko města Skellefteå na severu Švédska. Když bylo v roce 1995 ve Švédsku osm lidí zavražděno neonacisty, tento novinář se stal jednou z nejvýraznějších osobností při zakládání organizace Expo a s ní i stejnojmenného časopisu, ve kterém později pracoval jako šéfredaktor. Čtvrtletník vychází dodnes, obsahuje převážně investigativní články na téma nacionalismu, rasismu, nedemokratického a antisemitského smýšlení. Magazín důrazně vystupuje proti extremistickým pravicovým hnutím.
Kromě práce pro Expo byl zpočátku politickým aktivistou za Kommunistiska Arbetareförbundet (Komunistickou dělnickou ligu), pracoval jako fotograf, editor trockistického Fjärde internationalen a byl dopisovatelem pro týdeník Internationalen. Na rok se stal předsedou největšího švédského fanklubu science fiction. V letech 1977–1999 působil jako grafik v největší tiskové agentuře ve Skandinávii Tidningarnas Telegrambyrå. Právě zde se v 90. letech zrodila myšlenka psát detektivní sérii Milénium.
Do své smrti stihl o novináři Mikaelu Blomkvistovi a svéhlavé Lisbeth Salanderové napsat jen tři romány, které byly všechny poprvé vydány až po jeho smrti - Muži, kteří nenávidí ženy (Män som hatar kvinnor, 2005), Dívka, která si hrála s ohněm (Flickan som lekte med elden, 2006), Dívka, která kopla do vosího hnízda (Luftslottet som sprängdes, 2007).
Všechny tři detektivky načetl Martin Stránský pro nakladatelství OneHotBook.
Na motivy trilogie byly natočeny tři navazující filmy. První, režírovaný dánským režisérem Nielsem Ardenem Oplevem, měl ve Švédsku premiéru v lednu 2009, druhý, režírovaný švédským režisérem Danielem Alfredsonem, byl do kin uveden téhož roku v září. Premiéra poslední části, kde si režii zopakoval Daniel Alfredson, ve Švédsku proběhla v listopadu 2009 a filmy se postupně dostávají do distribučních sítí kin na celém světě. V České republice měl první film premiéru 1. července 2010, druhý film 11. listopadu téhož roku a poslední film má premiéru 16. prosince.
Stieg Larsson zemřel ve Stockholmu 9. listopadu 2004 na těžký infarkt myokardu. Larsson ve svém notebooku, který získala jeho dlouholetá partnerka Eva Gabrielssonová, zanechal rozepsaný čtvrtý román a existoval předpoklad, že stihl napsat i synopsi pro pátou a šestou knihu plánované desetidílné série.

## Spor o dědictví
Přestože od jeho úmrtí uplynulo již mnoho let, stále panují neshody ohledně jeho dědictví. Autor napsal neověřenou poslední vůli, která je považována za neplatnou. Jeho životní partnerka Eva Gabrielssonová, kterou si nikdy nevzal, tak nemá nárok na dědictví. Žila s ním přes třicet let, ale podle švédských zákonů ani přesto nesmí dědit.
Majetek a autorská práva tedy připadly autorově rodině – otci a bratrovi, se kterými se teď Gabrielssonová soudí. Larssonovi fanoušci dokonce založili organizaci na finanční podporu Gabrielssonové – vybírají peníze, které pokryjí její výdaje za soudní proces. Ta mezitím chystá vydat vlastní knihu o dění po partnerově smrti nazvanou Rok po Stiegovi.
Jako jeden z důvodů, proč se s Larssonem nikdy nevzali, uvádí Gabrielssonová strach o vlastní bezpečí. Vzhledem k jeho práci pro organizaci Expo a jeho dalším aktivitám, zaměřeným proti pravicovým extremistům, vyhrožovali Larssonovi jeho názoroví odpůrci několikrát smrtí. V případě sňatku by manželé museli podle švédských zákonů zveřejnit svou trvalou adresu, což si autor nepřál.

### Pokračování série
Larssonova rodina si přála pokračování série, nakladatel s nabídkou jeho sepsání oslovil švédského spisovatele a novináře Davida Lagercrantze, který postupně vytvořil druhou trilogii série. První román nazvaný Dívka v pavoučí síti vyšel v roce 2015, i když Gabrielssonová s pokračováním v Lagercrantzově podání nesouhlasila.
Kniha byla zfilmována americkým režisérem Fedem Alvarezem.
V září 2017 vyšel další díl série pod názvem Muž, který hledal svůj stín. V roce 2019 byla vydána šestá část série, a to i v češtině pod názvem Dívka, která musí zemřít v nakladatelství Host.
V roce 2021 uvedlo nakladatelství Polaris, že získalo práva na pokračování série. Později bylo oznámeno, že sepsáním další trilogie v rámci pověřilo švédskou spisovatelku Karin Smirnoff. Její první román v rámci série Havsörnens skrik vyšel ve švédštině v roce 2022 a v anglickém překladu v srpnu 2023.